# Buzaymah
Buzaymah, Buzema, Bouzma ou Bazimah est une oasis et une ville située au sud-est de la Libye.

## Géographie
Buzaymah est située en Cyrénaïque, entre l'oasis de Tazirbu (en) au nord-ouest, et la ville d'Al Jawf au sud-est.

## Climat
Buzaymah possède un climat désertique chaud (classification de Köppen BWh) ; la température moyenne annuelle est de 23 °C. Au cours de l'année, il n'y a pratiquement aucune précipitation,.